# Шалапінін Олексій Федорович
Олексій Федорович Шалапінін (Шалопінін) (4 березня 1922, село Введенське, тепер Тимського району Курської області, Російська Федерація — ?) — радянський діяч, секретар Черкаського обласного комітету КПУ.

## Життєпис
Народився в селянській родині.
З вересня 1941 року — в Червоній армії, учасник німецько-радянської війни з вересня 1942 року. Служив комсомольським організатором (комсоргом) 2-го дивізіону 247-го гвардійського артилерійського полку 110-ї гвардійської стрілецької дивізії, командиром гармати окремого артилерійського дивізіону 5-ї гвардійської стрілецької бригади 56-ї армії на Закавказькому, Північно-Кавказькому та 2-му Українському фронтах фронтах. Був тричі поранений, в червні 1944 року вибув на лікування до евакуаційного госпіталю № 5978, демобілізований.
Член ВКП(б). Освіта вища.
На 1958 — січень 1963 року — 2-й секретар Черкаського міського комітету КПУ Черкаської області.
8 січня 1963 — 7 грудня 1964 року — секретар Черкаського промислового обласного комітету КПУ з питань ідеології.
7 грудня 1964 — 18 вересня 1965 року — секретар Черкаського обласного комітету КПУ.
Потім перебував на дипломатичній роботі.
До січня 1974 року працював радником посольства СРСР у Марокко (місто Рабат).
Подальша доля невідома.

## Звання
- гвардії старшина
- старший лейтенант (1959)
- капітан (1973)

## Нагороди
- орден Червоного Прапора (24.07.1943)
- орден Червоної Зірки (4.11.1943)
- ордени
- медалі